# Österreichische Gesellschaft für Psychiatrie und Psychotherapie
Die Österreichische Gesellschaft für Psychiatrie, Psychotherapie und Psychosomatik (ÖGPP) ist eine österreichische Organisation mit Sitz in Wien.
Die Gründung erfolgte im Mai 2000 durch die Auflösung der Österreichischen Gesellschaft für Neurologie und Psychiatrie. Es wurden zwei unabhängige Fachgesellschaften gegründet.
Die ÖGPP konzentriert sich auf Diagnostik, Behandlung und Erforschung psychiatrischer Krankheiten. ÖGPP ist der bedeutendste Verband für Psychiatrie und Psychotherapie in Österreich. Präsident der ÖGPP ist Universitätsprofessor Dr. Johannes Wancata, AKH Wien (Stand 2019).
Die Organisation ist Mitglied der World Psychiatric Association.